# Кисляківська
Кислякі́вська — станиця в Кущевському районі Краснодарського краю. Центр Кисляківского сільського поселення.
Населення — 5,4 тис. мешканців (2002).
Станиця розташована на берегах Єї, у степовій зоні, за 12 км південніше районного центру — станиці Кущевська. Залізнична станція Кисляковка (на лінії Батайськ — Тихорєцьк) знаходиться за 8 км південно-західніше центру станиці.
У просторіччі — Кисляківка.

## Історія
Кисляківське курінне селище засновано у 1794 — одне з перших 40 поселень чорноморських козаків на Кубані.